# Harold Kushner
Harold S. Kushner (Nova Iorque, 3 de abril de 1935 – Canton, 28 de abril de 2023) foi um conhecido rabino norte-americano, alinhado com a ala progressiva do Judaísmo Conservador, também conhecido como Masorti.  Nasceu em 1935, no Brooklyn.  A experiência com a morte de seu filho, vítima de progeria, o motivou a escrever seu livro mais conhecido, Quando coisas ruins acontecem às pessoas boas (ISBN 8521305656, ISBN 9788521305651).

## Livros (títulos originais em inglês)
- Nine Essential Things I Have Learned About Life, o livro mais recente, publicado 2016 (1ª edição)
- Faith & Family: Favorite Sermons of Rabbi Harold S. Kushner
- Overcoming Life's Disappointments
- When Bad Things Happen to Good People
- When All You've Ever Wanted Isn't Enough: The Search for a Life That Matters
- Who Needs God
- When Children ask about God: A Guide for Parents Who Don't Always Have All the Answers
- How Good Do We Have to Be? A New Understanding of Guilt and Forgiveness
- Living a Life That Matters: Resolving the Conflict Between Conscience and Success
- To Life: A Celebration of Jewish Being and Thinking
- The Lord Is My Shepherd: Healing Wisdom of the Twenty-third Psalm
- Living a Life that Matters
- Practice Random Acts of Kindness: Bring More Peace, Love, And Compassion...
- Overcoming Life's Disappointments

## Morte
Kushner morreu em 28 de abril de 2023, em Canton, Massachusetts, aos 88 anos.